# Patijnenburg

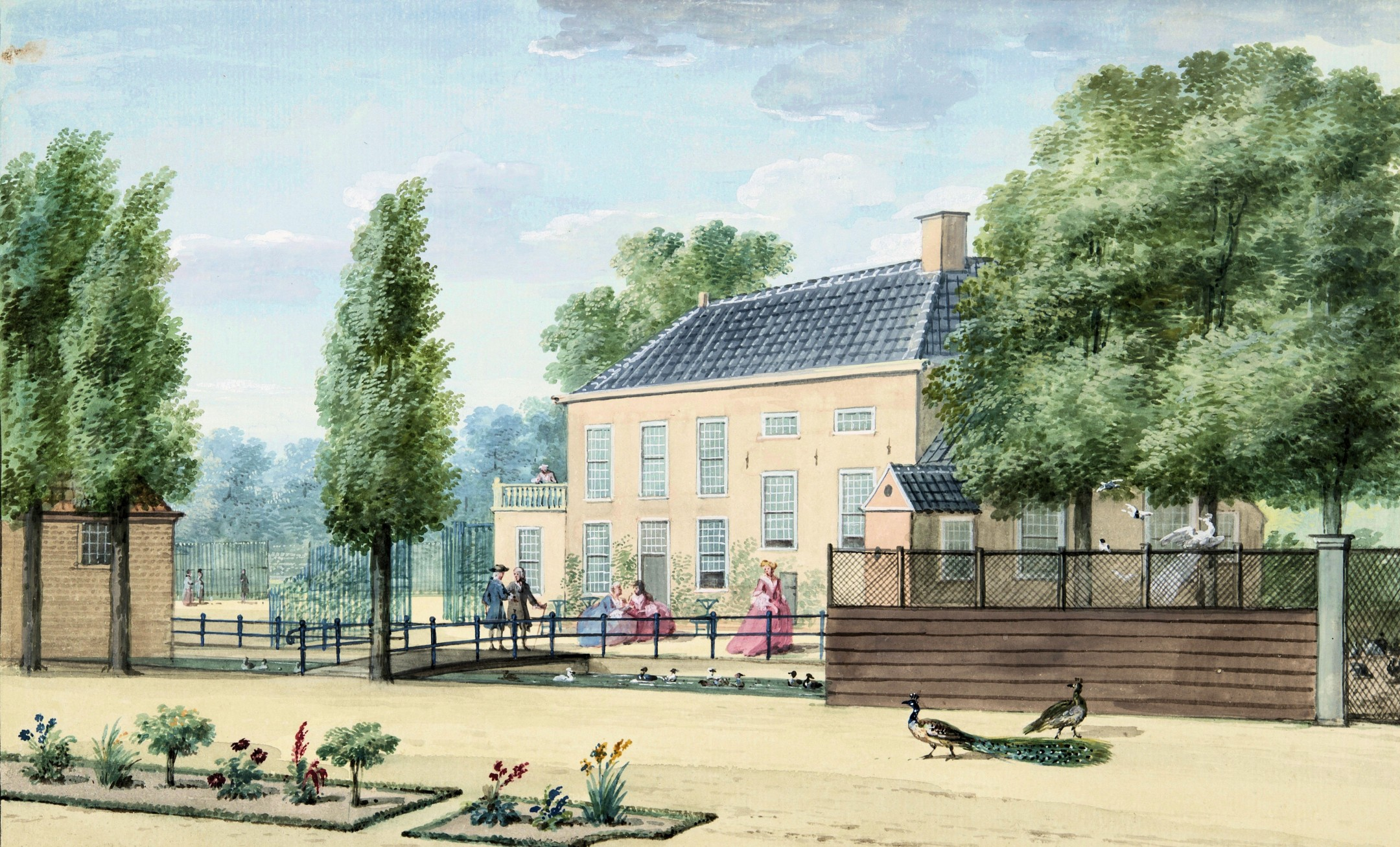
Rechter zijgevel van Patijnenburg in Naaldwijk, door Aart Schouman in 1755. Schouman maakte meerdere aquarellen van Patijnenburg.

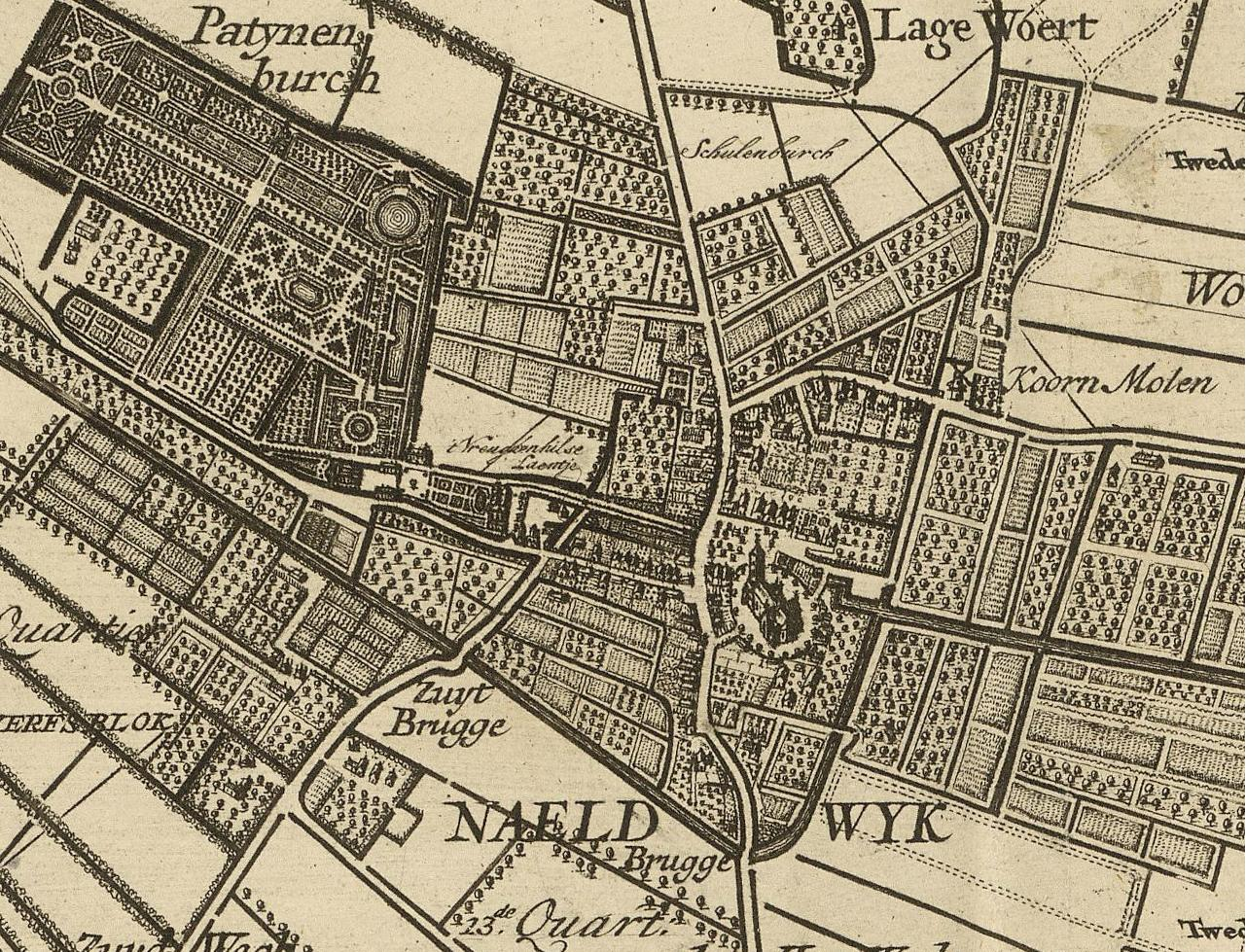
Krukiuskaart van Naaldwijk uit 1712 met de buitenplaats Patijnenburg linksboven.

Patijnenburg was een buitenplaats in Naaldwijk, Nederland. Het buitenverblijf was ingericht in 1652 en werd afgebroken eind achttiende eeuw. De laan vanuit het huis kwam uit op het marktplein, het huidige Wilhelminaplein. Door de status van haar bewoners was Patijnenburg een van de aanzienlijkste buitenplaatsen in het Westland.

## Geschiedenis
In 1369 werd de eerste vermelding gemaakt van Patijnenburg dat toen in bezit was van Dirc Cottier, een lid van de voorname familie Van de Poel. In 1411 was het in handen van kanunnik Pieter Willemsz. Het complex bestond in de eerste kwart van de zestiende eeuw uit een huis, een hofstede met een werf. De eigenaar was toen de heer van Naaldwijk. In 1540 gaf hij het als leen uit aan de baljuw van Naaldwijk. In de decennia die volgden kwam de hofstede in verschillende handen terecht dat kan wijzen op het gebruik als beleggingsobject. In 1638 gaf de toenmalige heer van Naaldwijk, Frederik Hendrik van Oranje het goed in leen aan Maurice d'Allart, luitenant-kolonel van een Frans regiment. Het terrein werd tevens uitgebreid met percelen en een laan van een aangrenzend leengoed. D'Allart woonde er waarschijnlijk niet zelf, maar gebruikte de inkomsten van de boerderij om soldij te kunnen voorschieten.
Toen in 1652 Patijnenburg in handen kwam van Diederik Pauw (1618-1688) veranderde de hofstede in een buitenplaats en brak een nieuwe fase aan. Diederik was de zoon van Reinier Pauw uit de rijke en invloedrijke Amsterdamse familie Pauw. Reinier was een succesvolle koopman en als politicus genoot hij een groot gezag en was hij een steunpilaar voor de Oranjes. Door zijn reputatie en gezag kon hij ook voor zijn zonen goede posities regelen. Patijnenburg bevatte in 1652 naast een hofstede onder andere een bijhuis, stallen, een koetshuis, boomgaard, tuin en akker. In de jaren na de koop verwierf Pauw enkele kleine aangrenzende percelen grond waarmee hij aaneengesloten terrein kreeg voor de creatie van een geometrisch park. Ook kocht hij diverse percelen weiland en geestland in 1657 en 1662. Na de uitbreidingen had Patijnenburg de vorm gekregen zoals te zien is op de Krukiuskaart. Het huis stond met de zijvleugel richting de weg en vanuit het balkon kon men de Oude kerk zien. Voor het huis lag een plein met aan beide zijden een bijgebouw en vanaf het plein liep een laan naar het marktplein, het huidige Wilhelminaplein. Het huis met bijgebouwen was aan drie zijden omgeven door een gracht. De siertuin lag naast het huis en bevatte verschillende parterres met sierlijke patronen van lage hagen en gazon en meerdere vijvers. Een deel van het park was ingericht als boomgaard en als verwijzing naar de naam van de eigenaar liepen er witte en bonte pauwen.
Na Diederiks dood in 1688 kwam de buitenplaats in handen van zijn jongste zoon Joan Pauw. Hij doorliep een militaire loopbaan en werd in 1684 bevorderd tot majoor. Met koning-stadhouder Willem III, die zelf in de nabijheid een paleis bezat, huis Honselaarsdijk, onderhield hij goede banden en Willem III heeft ook eens overnacht op Patijnenburg in 1691. Joan liet zijn buitenplaats verder verfraaien met onder andere een oranjerie met broeikassen. Uit een veiling van jachthonden en jachtattributen na zijn dood bleek dat Joan ook jachtpartijen hield vanuit Patijnenburg. Het perceel bestond uit veertien morgen.
Joan Pauw overleed in 1708 waarna zijn erfgenamen de buitenplaats aan Simon van Slingelandt verkochten. Slingelandt was raadpensionaris en hield daarmee de hoogste positie in de Republiek. Hij bleef eigenaar tot aan zijn dood in 1736. Na Simons dood werd zijn zoon Govert van Slingelandt (1694-1767) eigenaar van Patijnenburg. Hij gaf de opdracht aan Aart Schouman om de serie aquarellen van Patijnenburg te schilderen in 1755. Goverts dochter Suzanna trouwde met Philip Jacob van der Goes en zodoende werd hij eigenaar van de buitenplaats.
In 1789 kwam Patijnenburg in handen van Agatha van der Goes die getrouwd was met Lodewijk Rengers. Rengers had carrière gemaakt onder de stadhouder, maar toen de Bataafse Republiek werd uitgeroepen verloor hij zijn ambten en vluchtte naar het buitenland. Het buitengoed, dat in 1790 nog uitgebreid was, werd vervolgens te koop gezet. Het oppervlak was inmiddels gegroeid naar tweeëntwintig morgen. De buitenplaats werd gekocht door Michiel Schmidt en Arnoldus de Groot uit Dordrecht die de buitenplaats kochten voor de sloop. Dit hadden zij ook al met meerdere andere buitenplaatsen gedaan. De gebouwen waren in slechte staat en konden alleen nog tegen hoge kosten gerenoveerd worden. Na de ontmanteling werden de losse bouwmaterialen en de bomen uit het park verkocht. Het land werd in dertien percelen verdeeld en geveild. Momenteel zijn er geen overblijfselen meer van de buitenplaats. Er is een straat en de sociale werkvoorziening in de gemeente Westland naar de buitenplaats vernoemt.

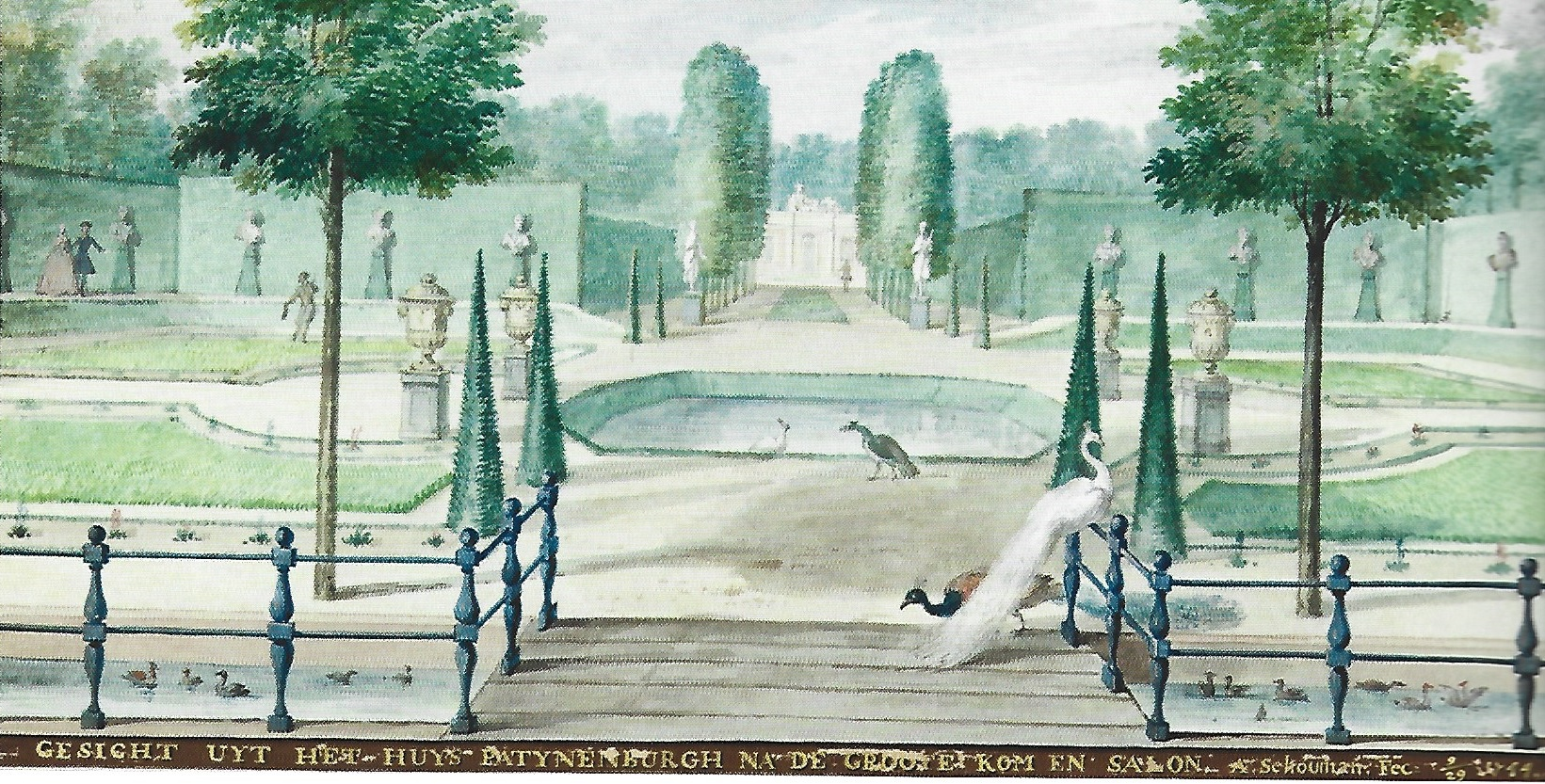
Siertuin van Patijnenburg
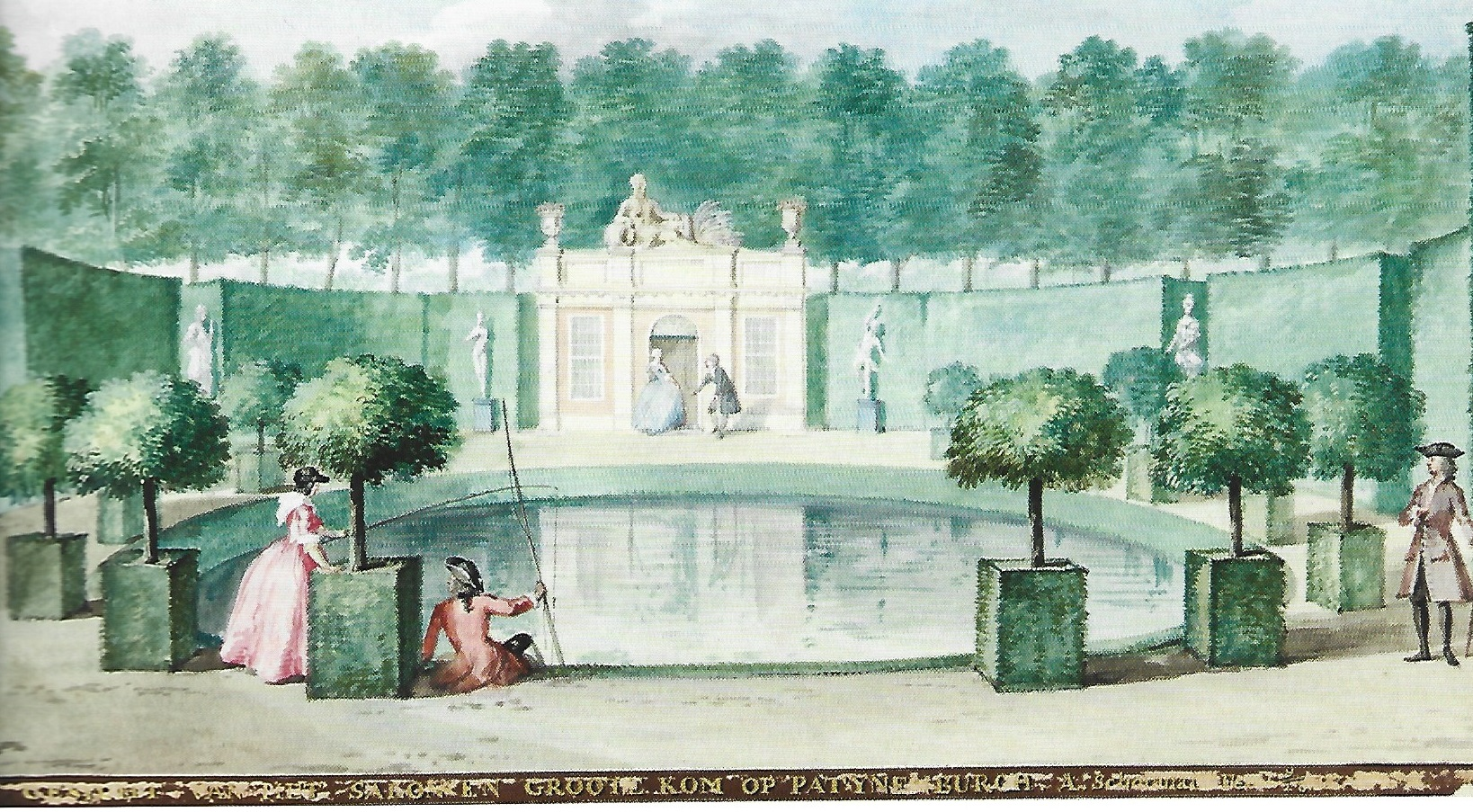
Vijver van Patijnenburg

## Bron
- Broeke, van den Martin (2018): Buitenplaatsen in het Westland, Patijnenburg, door Genootschap Oud-Westland en Kantoor Verschoor Boekmakers, ISBN 9789082589337, pagina 107-115